# Mistrzostwa Polski w boksie kobiet 2011
11. Mistrzostwa Polski w Boksie Kobiet 2011 (kobiet) odbyły się w dniach 24-27 lutego 2011 w hali sportowej MKS "Start" w Grudziądzu. Na starcie mistrzostw w grupie wiekowej seniorek stanęło 61 zawodniczek. 

## Medaliści seniorek
| Kategoria:                       | Ilość zawodniczek | Złoto:                               | Srebro:                                | Brąz:                                                                     |
| waga musza (do 48 kg)            | 6                 | Patrycja Bednarek (PKB Polkowice)    | Ewa Bulanda (JasaPol Krynica-Zdrój)    | Aneta Stefaniak (Pomorzanin Toruń) Monika Stoltman (Boxing Team Chojnice) |
| waga kogucia (do 51 kg)          | 5                 | Karolina Michalczuk (Paco Lublin)    | Ewa Pękalska (PKB Poznań)              | Sylwia Doroszyńska (Radomiak Radom) Kamila Witwicka (Skorpion Szczecin)   |
| waga piórkowa (do 54 kg)         | 8                 | Aleksandra Paczka (BKS Gorzów Wlkp.) | Sandra Drabik (Boxing Kielce)          | Jagoda Karge (Wda Swiecie) Martyna Letkiewicz (OSiR Suwałki)              |
| waga lekka (do 57 kg)            | 8                 | Sandra Kruk (Kontra Elbląg)          | Joanna Jędrzejczyk (PIRS Olsztyn)      | Patrycja Nelepa (Wisła Kraków) Magdalena Kierszke (Skorpion Szczecin)     |
| waga lekkopółśrednia (do 60 kg)  | 11                | Karolina Graczyk (Wielkopolski OZB)  | Kinga Siwa (Pomorzanin Toruń)          | Jadwiga Stańczak (Concordia Knurów) Vanessa Nogaj (Prosna Kalisz)         |
| waga półśrednia (do 64 kg)       | 10                | Oliwia Łuczak (Wda Świecie)          | Justyna Sroczyńska (Energetyka Lubin)  | Aleksandra Talaga (06 Kleofas Katowice) Sylwia Maksym (Skorpion Szczecin) |
| waga średnia (do 69 kg)          | 5                 | Katarzyna Furmaniak (Mazowiecki OZB) | Natalia Hollińska (Skorpion Szczecin)  | Klaudia Formicka (DKB Dąbrowa Górnicza) Róża Gumienna (Wda Świecie)       |
| waga półciężka (do 75 kg)        | 2                 | Lidia Fidura (Walka Zabrze)          | Katarzyna Cichosz (Cristal Białystok)  | –                                                                         |
| waga ciężka (do 81 kg)           | 2                 | Karolina Koszela (Stella Gniezno)    | Wioletta Gmurczyk (Legia Warszawa)     | –                                                                         |
| waga superciężka (powyżej 81 kg) | 4                 | Anna Słowik (Legia Warszawa)         | Karolina Bagnowska (Cristal Białystok) | Marlena Gawrońska (Stella Gniezno) Izabela Gil (Cristal Białystok)        |